# Hausdorffs Maximalkettensatz
Der Maximalkettensatz, auch als Maximalitätsprinzip von Hausdorff bezeichnet, englisch Hausdorff's maximal principle, ist ein grundlegendes Prinzip sowohl der Mengenlehre als auch der Ordnungstheorie. Felix Hausdorff veröffentlichte sein Maximalitätsprinzip im Jahre 1914 in seinem bedeutenden Werk Grundzüge der Mengenlehre. Der Maximalkettensatz ist engstens verbunden mit dem Lemma von Zorn und zu diesem und damit auch (im Rahmen der Mengenlehre auf Grundlage der Zermelo-Fraenkel-Axiome) zum Auswahlaxiom logisch äquivalent.

## Formulierung
Das Maximalitätsprinzip lässt sich wie folgt formulieren:
Gegeben sei eine teilweise geordnete Menge {\displaystyle (P,\leq )} und darin eine Teilmenge {\displaystyle K,} die bzgl. der gegebenen Ordnungsrelation {\displaystyle \leq } eine Kette darstellt, d. h., für je zwei Elemente {\displaystyle k_{1}} und {\displaystyle k_{2}} von {\displaystyle K} gilt entweder {\displaystyle k_{1}\leq k_{2}} oder {\displaystyle k_{2}\leq k_{1}.}
Dann existiert eine {\displaystyle K} umfassende Kette {\displaystyle K_{0}} von {\displaystyle (P,\leq ),} die ihrerseits von keiner anderen Kette von {\displaystyle (P,\leq )} echt umfasst wird.
In Kurzform besagt das Maximalitätsprinzip also, dass in einer geordneten Menge jede Kette zu einer bezüglich der Inklusionsrelation maximalen Kette erweitert werden kann. Dies motiviert auch den Namen des Prinzips als Maximalkettensatz.

## Herleitung aus dem Auswahlaxiom nach Paul Halmos
Eine gut nachvollziehbare direkte Herleitung des Maximalkettensatzes aus dem Auswahlaxiom (ohne Benutzung des Wohlordnungssatzes) gibt Walter Rudin im Anhang seines bekannten Lehrbuches Reelle und komplexe Analysis. Wie Rudin zeigt, liegt der entscheidende Beweisschritt in folgendem Hilfssatz, den Paul Halmos in seinem Lehrbuch Naive Mengenlehre (siehe Literatur) benutzt, um das Lemma von Zorn aus dem Auswahlaxiom abzuleiten.

### Hilfssatz von Halmos
Sei {\displaystyle X} eine gegebene Grundmenge und {\displaystyle {\mathcal {F}}\subseteq 2^{X}} ein nicht-leeres induktives Teilmengensystem in der zugehörigen Potenzmenge {\displaystyle 2^{X},} also ein Teilmengensystem mit der Eigenschaft, dass für jede nicht-leere Kette von Teilmengen {\displaystyle {\mathcal {K}}\subseteq {\mathcal {F}}} deren Vereinigung {\displaystyle \bigcup {\mathcal {K}}} wiederum zu {\displaystyle {\mathcal {F}}} gehört.
Weiter sei gegeben eine Funktion {\displaystyle g\colon {\mathcal {F}}\to {\mathcal {F}}} mit {\displaystyle A\mapsto g(A)} für {\displaystyle A\in {\mathcal {F}},} sodass folgende zwei Eigenschaften erfüllt sind:
(1) {\displaystyle A\subseteq g(A)}
(2) {\displaystyle |g(A)\setminus A|\leq 1}
Dann existiert ein {\displaystyle A_{1}\in {\mathcal {F}}} mit {\displaystyle g(A_{1})\ =A_{1}.}

### Eigentliche Herleitung
Für die gegebene teilweise geordnete Menge {\displaystyle (P,\leq )} sei {\displaystyle {\mathcal {F}}\subseteq 2^{P}} das Mengensystem der Ketten bezüglich {\displaystyle \leq } innerhalb von {\displaystyle P.}
{\displaystyle {\mathcal {F}}} ist stets nicht-leer und ein induktives Mengensystem.
Das vorausgesetzte Auswahlaxiom sichert nun die Existenz einer Auswahlfunktion für {\displaystyle P,} also eine Funktion {\displaystyle f\colon 2^{P}\setminus \{\emptyset \}\to P} mit {\displaystyle A\mapsto f(A)\in A} für alle {\displaystyle A\in 2^{P}\setminus \{\emptyset \}.}
Damit setzt man für {\displaystyle A\in {\mathcal {F}}}
{\displaystyle A^{*}=\{x\in {P\setminus A}\mid A\cup \{x\}\in {\mathcal {F}}\}}
und definiert dann:
{\displaystyle g(A)={\begin{cases}A&{\text{für }}A^{*}=\emptyset \\{A\cup \{f(A^{*})\}}&{\text{für }}A^{*}\neq \emptyset \end{cases}}}
Nach dem Halmosschen Hilfssatz ist nun für mindestens ein {\displaystyle A_{1}\in {\mathcal {F}}\colon }
{\displaystyle {A_{1}}^{*}=\emptyset }
Dieses {\displaystyle {A_{1}}} ist nun nach Definition ein bezüglich der Inklusionsrelation maximales Element von {\displaystyle {\mathcal {F}}.}
Dieser Schluss zeigt, dass das Auswahlaxiom den Hausdorffschen Maximalkettensatz nach sich zieht.

## Historische Anmerkungen
Felix Hausdorff veröffentlichte den Maximalkettensatz im Jahre 1914 in seinem bedeutenden Werk Grundzüge der Mengenlehre. Die oben wiedergegebene Formulierung ist diejenige, die in der mathematischen Literatur üblicherweise genannt wird. Streng bewiesen – ausgehend vom Wohlordnungssatz – hat Felix Hausdorff in den Grundzügen eine äquivalente und nur scheinbar schwächere Fassung:
In einer geordneten Menge {\displaystyle (P,\leq )} existiert stets mindestens eine Kette, die von keiner anderen Kette von {\displaystyle (P,\leq )} echt umfasst wird.
Hausdorff weist in einer Bemerkung im Anschluss an seinen Beweis darauf hin, dass der Maximalkettensatz in seiner obigen Formulierung mit einem ganz gleichartigen Beweis ebenfalls abgeleitet werden kann.
Manche Autoren der englischsprachigen Literatur ordnen den Maximalkettensatz Kazimierz Kuratowski zu und bezeichnen ihn als Kuratowski Lemma. Hinsichtlich der mathematikgeschichtlichen Zusammenhänge ist anzumerken, dass der Maximalkettensatz in einer jeweils anderen, jedoch äquivalenten, Form mehrfach entdeckt oder wiederentdeckt wurde. Das bekannteste Beispiel ist hier wohl das Lemma von Zorn.
Interessant ist in diesem Zusammenhang der Hinweis von Walter Rudin in seiner Reellen und komplexen Analysis, dass der Beweis des Maximalkettensatzes auf dem Wege über den Hilfssatz von Halmos demjenigen ähnelt, den Ernst Zermelo im Jahre 1908 als zweite Herleitung des Wohlordnungsatzes aus dem Auswahlaxiom vorgelegt hat.
Zur Entwicklungsgeschichte von Auswahlaxiom, Wohlordnungssatz, Maximalkettensatz, Lemma von Zorn und anderen gleichwertigen Maximalprinzipien gibt die Monographie von Moore eine ausführliche Darstellung (siehe Literatur).